# Dana Wagner
Dana Wagner (* 6. April 1983 in Hannover) ist eine deutsche Triathletin und Duathletin. Sie ist Deutsche Meisterin auf der Triathlon-Mitteldistanz (2011).

## Werdegang
Dana Wagner war in ihrer Jugend in der Leichtathletik aktiv und sie begann 2002 mit Triathlon.
Als Amateurin war sie 2011 Weltmeisterin und Europameisterin auf der Langdistanz.

### Deutsche Meisterin Triathlon Mitteldistanz 2011
Im Juni wurde sie in Kulmbach Deutsche Meisterin auf der olympischen Distanz.
Dana Wagner startet seit 2012 als Profi-Athletin und wurde im Juli Vierte beim Ironman Austria.
Im August wurde sie hinter der Schwedin Åsa Lundström Zweite beim Ironman Sweden.

### Team-Weltmeisterin Triathlon Langdistanz 2013
2013 wurde sie in Frankreich auf der ITU Langdistanz mit der deutschen Mannschaft Weltmeister in der Teamwertung.
Im Juli 2018 gewann die damals 35-Jährige auf der olympischen Distanz den Churfranken Triathlon.

## Sportliche Erfolge
| Datum/Jahr    | Rang | Wettbewerb                                                     | Austragungsort | Zeit     | Bemerkung                                                                     |
| ------------- | ---- | -------------------------------------------------------------- | -------------- | -------- | ----------------------------------------------------------------------------- |
| 15. Juli 2018 | 1    | Churfranken Triathlon                                          | Niedernberg    | 02:17:16 | Siegerin vor Julia Mai; olympische Distanz                                    |
| 9. Juli 2017  | 4    | Ostseeman Damp 113                                             | Glücksburg     | 04:24:31 | bei der Erstaustragung (1,9 km Schwimmen, 90 km Radfahren und 21,1 km Laufen) |
| 12. Juni 2016 | 8    | Challenge Billund-Herning                                      | Billund        | 05:09:12 | auf der Halbdistanz – als beste Deutsche                                      |
| 12. Juni 2011 | 1    | DTU Deutsche Triathlon-Meisterschaft Mitteldistanz             | Kulmbach       |          | Deutsche Meisterin auf der Mitteldistanz beim Mönchshof-Triathlon             |
| 4. Juli 2011  | 1    | DTU Deutsche Triathlon-Meisterschaft Kurzdistanz Altersklassen | Düsseldorf     | 02:08:41 | Deutsche Meisterin AK25 und Gesamtsiegerin                                    |

| Datum/Jahr    | Rang | Wettbewerb                                            | Austragungsort | Zeit     | Bemerkung                                                                                   |
| ------------- | ---- | ----------------------------------------------------- | -------------- | -------- | ------------------------------------------------------------------------------------------- |
| 1. Juni 2013  | 1    | ITU Long Distance Triathlon World Championship Team   | Belfort        | 05:13:50 | Team-Weltmeisterin mit Katja Konschak und Kathrin Mannweiler – 9. Rang in der Einzelwertung |
| 18. Aug. 2012 | 2    | Ironman Sweden                                        | Kalmar         | 09:22:32 |                                                                                             |
| 1. Juli 2012  | 4    | Ironman Austria                                       | Kärnten        | 09:46:10 |                                                                                             |
| 5. Nov. 2011  | 1    | ITU Long Distance Triathlon World Championship W25-29 | Henderson      | 06:08:25 | Weltmeisterin Altersklasse 25–29                                                            |